# Суха-Бескидзка
Суха-Бескидзка (пол. Sucha Beskidzka)  —  город  в Польше, входит в Малопольское воеводство,  Сухский повят.  Имеет статус городской гмины. Занимает площадь 27,46 км². Население — 9750 человек (на 2004 год).

## Известные люди
- Браницкий, Александр (1821—1877) — польский путешественник, энтомолог, ботаник, коллекционер, меценат. Собрал здесь в своем имении богатую коллекцию произведений искусства, библиотеку книг и рукописей.
- Уайлдер, Билли (1906—2002) — 22 июня 1906 в Сухе родился всемирно известный режиссёр и сценарист, в течение полувека снявший более шестидесяти фильмов и удостоенный семи наград американской киноакадемии, из них шесть Оскаров (1946, 1951, 1961) и один — Приз памяти Ирвинга Дж. Тальберга — «за высокое качество общего творческого вклада в киноискусстве» (1988).

## Фотографии

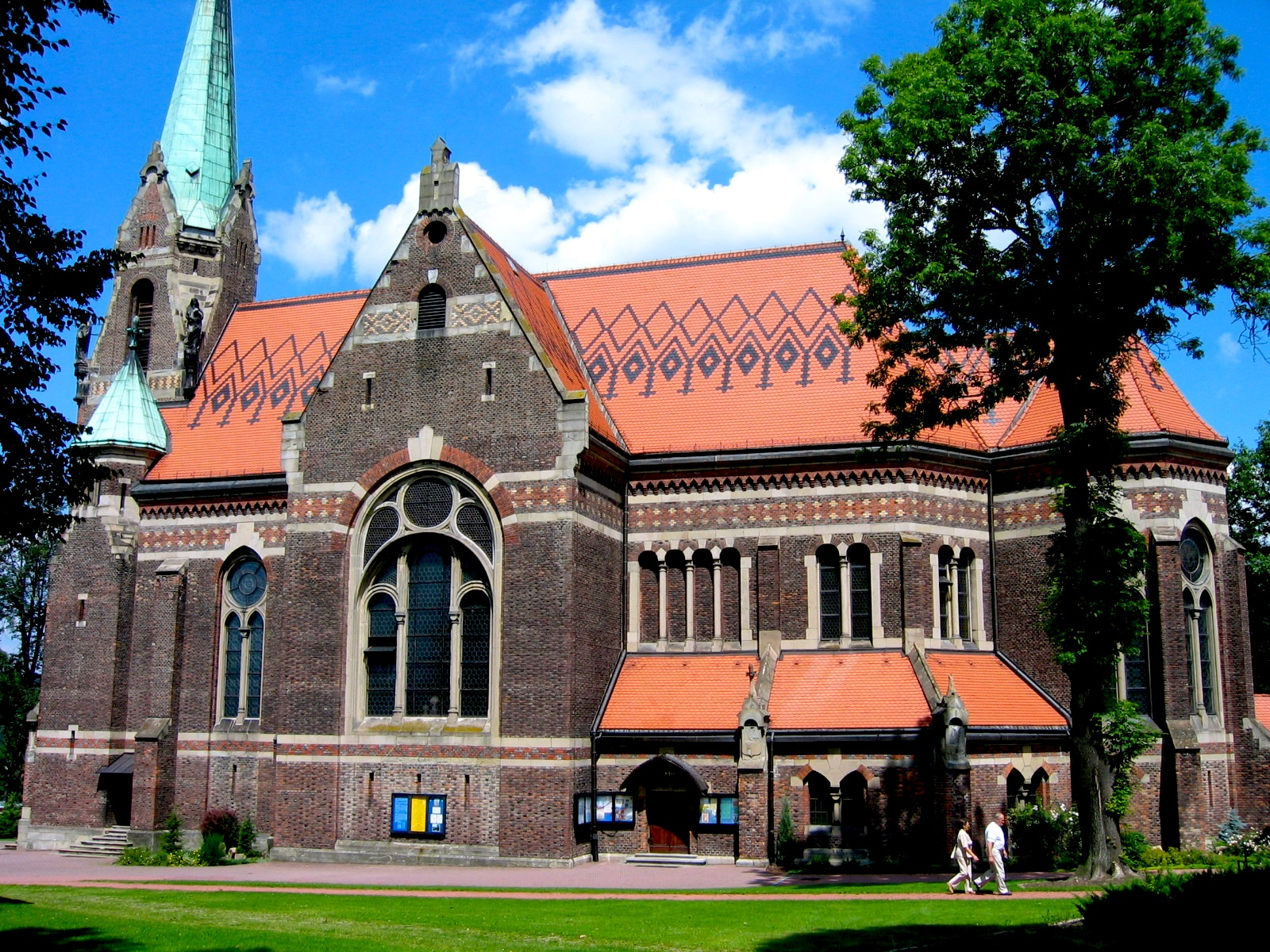
Цөрковь
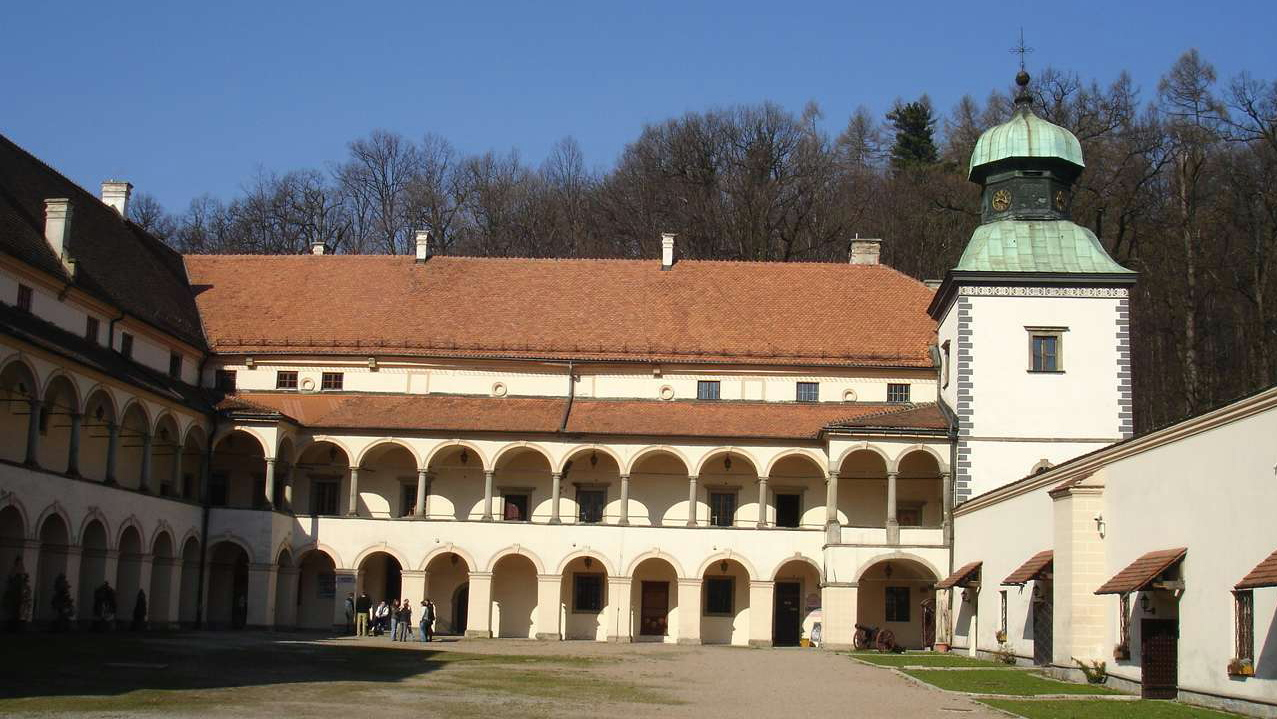
Замок
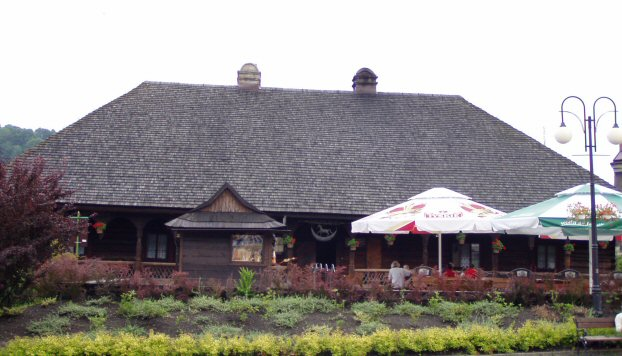
Ресторан "Рим"
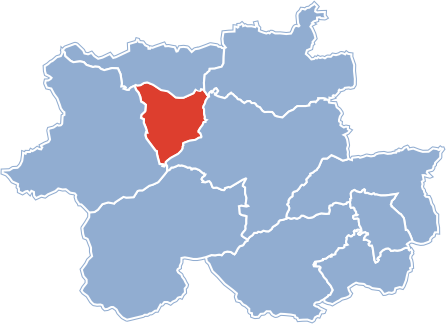
Карта